# ألبالات دلس سوريس
ألبالات دلس سوريس (بالإسبانية: Albalat dels Sorells)‏ هي municipality of Spain تقع في إسبانيا في Horta Nord. يقدر عدد سكانها بـ 3,758 نسمة ومساحتها 4.6 كم2 وترتفع عن سطح البحر 10 متر.